# Шилоноси смокове
Шилоносите смокове (Lytorhynchus) са род влечуги от семейство Смокообразни (Colubridae).
Таксонът е описан за пръв път от Вилхелм Петерс през 1862 година.

## Видове
- Lytorhynchus diadema – Коронована листоноса змия
- Lytorhynchus gasperetti
- Lytorhynchus kennedyi
- Lytorhynchus levitoni
- Lytorhynchus maynardi
- Lytorhynchus paradoxus
- Lytorhynchus ridgewayi